# Julian Carroll

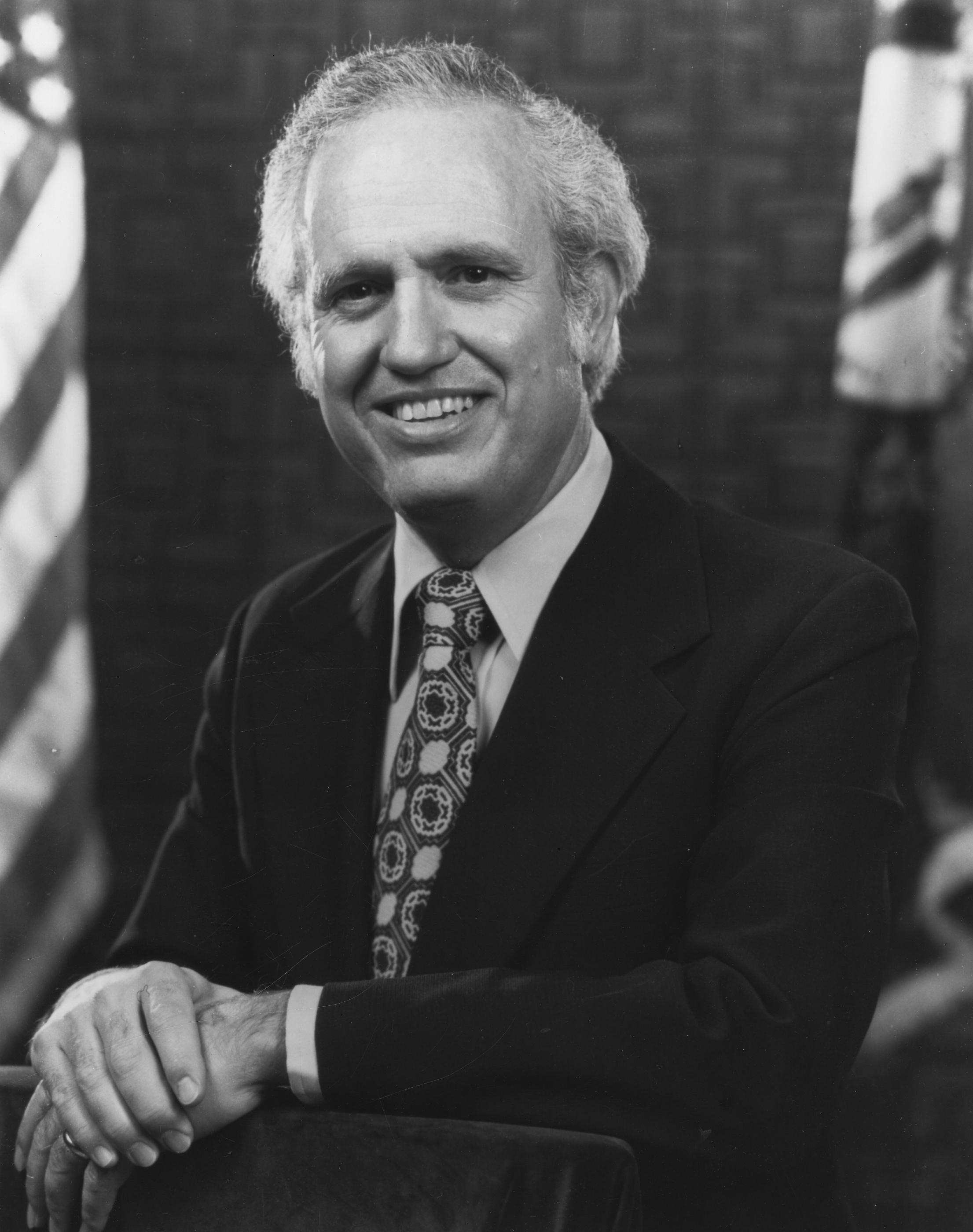
Julian Carroll (Januar 1975)

Julian Morton Carroll (* 16. April 1931 in West Paducah, McCracken County, Kentucky; † 10. Dezember 2023 in Frankfort, Kentucky) war ein US-amerikanischer Politiker (Demokratische Partei) und ehemaliger Gouverneur des Bundesstaates Kentucky.

## Frühe Jahre und politischer Aufstieg
Julian Carroll studierte an der University of Kentucky Jura und bestand sein Examen im Jahr 1956. Anschließend leistete er in der US Air Force seinen Militärdienst ab. Nach seiner Rückkehr in das zivile Leben eröffnete er in Paducah eine Anwaltskanzlei. Im Jahr 1962 wurde er in das Repräsentantenhaus von Kentucky gewählt. In den Jahren 1968 und 1970 war er sogar Präsident des Hauses (Speaker). Bei den Wahlen des Jahres 1971 wurde der Demokrat Carroll zum Vizegouverneur von Kentucky gewählt. Als Gouverneur Wendell Ford im Dezember 1974 von seinem Amt zurücktrat, um US-Senator in Washington, D.C. zu werden, folgte ihm Carroll als Gouverneur nach.

## Gouverneur von Kentucky
Seine erste Aufgabe war die Beendigung der angebrochenen Amtszeit seines Vorgängers, die noch bis Dezember 1975 lief. Für die Wahlen des Jahres 1975 stellte sich Carroll selbst zur Wahl. Es gelang ihm ein deutlicher Sieg mit 62,8 % der Stimmen gegen Robert E. Gable, der auf 37,2 % kam. Während seiner Amtszeit förderte er die Bildungspolitik, indem er die Lehrerbesoldung anhob und die Haushaltsmittel für die öffentlichen Schulen erhöhte. Des Weiteren wurde in Kentucky ein Energieministerium (Department of Energy) gegründet. Carroll setzte damals auf die Kohle als Energieträger zur Lösung der Energiekrise.
Carrolls Amtszeit endete am 11. Dezember 1979. Danach widmete er sich wieder seiner Anwaltstätigkeit. Im Jahr 1987 strebte er eine erneute Nominierung seiner Partei für das Amt des Gouverneurs an. Dieser Versuch scheiterte allerdings bereits in den Vorwahlen. Ab 2005 war er Mitglied des Senats von Kentucky. 2019 kündigte er an, bei der Wahl im Jahr 2020 nicht erneut anzutreten. Er schied damit Anfang 2021 aus dem Senat aus.
Julian Carroll war mit Charlann Harting verheiratet, mit der er vier Kinder hatte. Er verstarb im Dezember 2023 im Alter von 92 Jahren.